# Bezirksklasse Magdeburg-Anhalt 1936/37

1. FC Saxonia 07 Tangermünde – Bezirksmeister 1936/37

Die Bezirksklasse Magdeburg-Anhalt 1936/37 war die vierte Spielzeit der seit 1933 als Unterbau zur Gauliga Mitte VI fungierenden zweitklassigen Bezirksklasse Magdeburg-Anhalt. Die Spielklasse wurde in dieser Saison erneut nur mit elf Vereinen im Rundenturnier-Modus mit Hin-und-Rückspielen ausgetragen. Die Meisterschaft errang nach dem letztjährig formidablen dritten Platz, der 1. FC Saxonia 07 Tangermünde aus dem hohen Norden des Gaues. Eine echt bravouröse Vorstellung, wenn man um die sportlichen Möglichkeiten der relativ dünn besiedelten Altmark weiß. Mit einem stattlichen Vorsprung von fünf Punkten wurde der FC Preußen 02 Burg auf den Vizemeister-Rang verwiesen. Der Stendaler FC 09 Viktoria war als Titelverteidiger nicht in der Lage, an seine famose Vorsaison-Darbietung anzuknüpfen. Beide Absteiger dieser Spielzeit stammten mit Staßfurt und Wernigerode, aus eher südlichen Gefilden des Mitte-Gaus. Eher kurios dabei: Die Staßfurter stiegen selbst mit deutlich positivem Torverhältnis ab. Beide Aufsteiger aus Schönebeck und dem kleinen Dessauer Stadtteil Mildensee erkämpften sich frühzeitig einen Abstand zum Tabellenende und hatten mit dem sofortigen Wiederabstieg nichts zu tun. Beide ehemals in ungleich höheren Liga-Sphären beheimateten Magdeburger Großvereine FV Fortuna und MSC Preußen, belegten wieder nur Plätze hinter dem Spitzen-Duo und wurden so dem hohen Anspruch erneut nicht gerecht. Die Vierfach-Rangfolge vor den Abstiegsplätzen, wurde nur durch den Tor-Quotienten entschieden.
 
Die Aufstiegsplätze zur Bezirksklasse errangen erstmals der SV Wacker Bernburg und nach zwei vergeblichen Anläufen, die SpVgg 04 Thale.

## Abschlusstabelle
Tabellen, Zahlen und Resultate sind aus den im Unterpunkt Quellen notierten Zeitungen entnommen.
Gespielte Spiele: 110 / Erzielte Tore: 536

(4. Spielzeit - Saison-Beginn: 30.08.1936)
| Pl. | Verein                     | Sp. | Tore  | Quote | Punkte |
| --- | -------------------------- | --- | ----- | ----- | ------ |
| 01. | Saxonia 07 Tangermünde     | 20  | 57:34 | 1,67  | 29:11  |
| 02. | FC Preußen 02 Burg         | 20  | 55:42 | 1,31  | 24:16  |
| 03. | FV Fortuna Magdeburg       | 20  | 47:45 | 1,04  | 23:17  |
| 04. | FC Viktoria 09 Stendal (M) | 20  | 52:39 | 1,33  | 22:18  |
| 05. | MSC Preußen 99             | 20  | 45:46 | 0,98  | 20:20  |
| 06. | FC Germania Halberstadt    | 20  | 46:55 | 0,83  | 18:22  |
| 07. | Viktoria 03 Zerbst         | 20  | 42:52 | 0,80  | 18:22  |
| 08. | VfB 1906 Schönebeck (N)    | 20  | 48:60 | 0,80  | 18:22  |
| 09. | FC 1915 Mildensee (N)      | 20  | 43:56 | 0,77  | 18:22  |
| 10. | SV 09 Staßfurt             | 20  | 61:55 | 1,11  | 16:24  |
| 11. | VfL Germania Wernigerode   | 20  | 40:52 | 0,77  | 14:26  |

| (M) | Titelverteidiger des Vorjahres     |
| (N) | Aufsteiger aus den 1. Kreisklassen |

(bei Punktgleichheit entschied in allen Klassen und Runden jeweils der Tor-Quotient über die Tabellen-Platzierung)

## Aufstiegsrunde
In der Aufstiegsrunde spielten die vier Gewinner der einzelnen 1. Kreisklassen um die beiden Aufstiegsplätze zur Bezirksklasse Magdeburg-Anhalt 1937/38.
Gespielte Spiele: 12 / Erzielte Tore: 55 /  Ausspielung: 18.04. - 27.06.1937

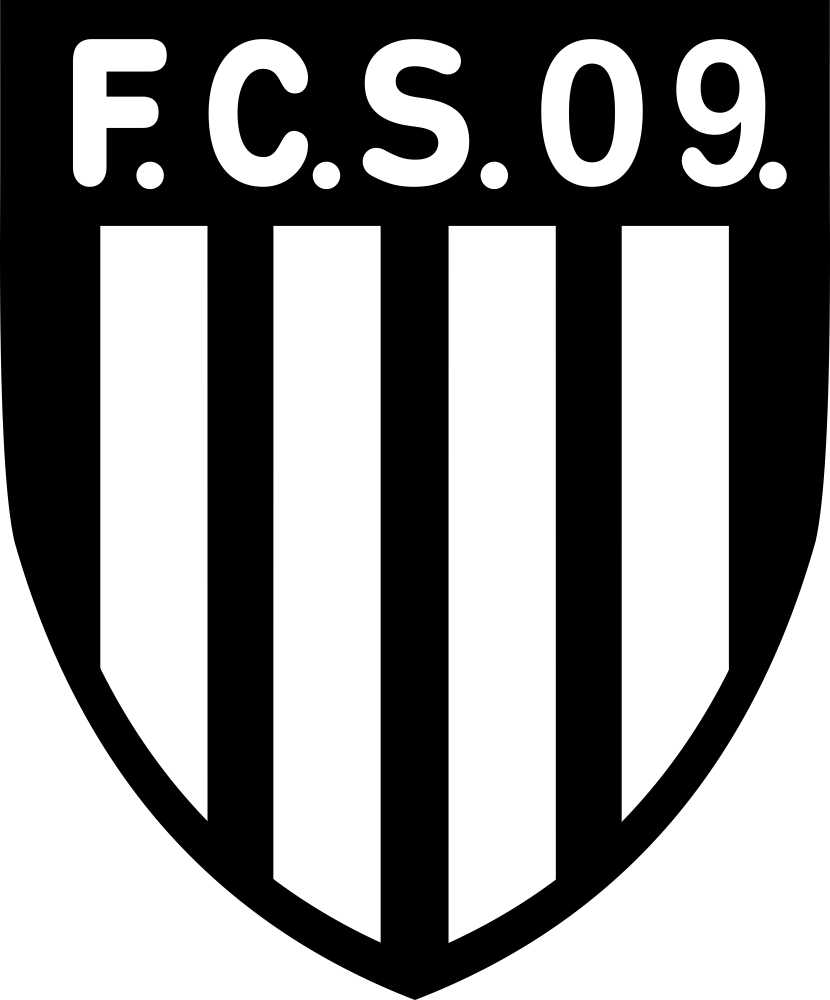
FC Salzwedel 09 – Der Altmark-Meister aus dem Jeetze-Kreis

| Pl. | Verein                                             | Sp. | Tore  | Quote | Punkte |
| --- | -------------------------------------------------- | --- | ----- | ----- | ------ |
| 1.  | SV Wacker Bernburg (Sieger Kreisklasse Anhalt)     | 6   | 27:07 | 3,85  | 11:1   |
| 2.  | SpVgg 04 Thale (Sieger Kreisklasse Harz)           | 6   | 12:17 | 0,70  | 06:6   |
| 3.  | Magdeburger SC 1900 (Sieger Kreisklasse Magdeburg) | 6   | 08:12 | 0,66  | 04:8   |
| 4.  | FC Salzwedel 09 (Sieger Kreisklasse Altmark)       | 6   | 08:19 | 0,42  | 03:9   |